# 2004–2005-ös UEFA-bajnokok ligája (csoportkör)
A 2004–2005-ös UEFA-bajnokok ligája csoportkörének mérkőzéseit 2004. szeptember 14. és december 8. között játszották le.
A csoportkörben 32 csapat vett részt, a sorsoláskor nyolc darab négycsapatos csoportot képeztek. A csoportokban a csapatok körmérkőzéses, oda-visszavágós rendszerben mérkőztek meg egymással. A csoportok első  két helyezettje az egyenes kieséses szakaszba jutott. A harmadik helyezettek az UEFA-kupa egyenes kieséses szakaszába kerültek. A negyedik helyezettek kiestek.

## Sorsolás
A sorsolás előtt a csapatokat négy kalapba sorolták az UEFA-együtthatójuk sorrendjében. A címvédő FC Porto automatikusan az 1. kalapba került, az első sorszámú kiemeltként. Minden kalapból minden csoportba egy-egy csapatot sorsoltak. Egy csoportba nem kerülhetett két azonos nemzetiségű csapat.
| Csapat              | Együttható | Kalap |
| ------------------- | ---------- | ----- |
| FC Porto (címvédő)  | 99,969     | 1     |
| Real Madrd          | 146,350    | 1     |
| Valencia CF         | 139,350    | 1     |
| FC Barcelona        | 134,350    | 1     |
| Manchester United   | 119,511    | 1     |
| Bayern München      | 105,331    | 1     |
| Deportivo La Coruña | 104,350    | 1     |
| Arsenal             | 103,511    | 1     |
| AC Milan            | 99,531     | 2     |
| Liverpool FC        | 90,511     | 2     |
| Juventus            | 84,531     | 2     |
| Internazionale      | 82,531     | 2     |
| AS Roma             | 78,531     | 2     |
| Olympique Lyonnais  | 70,947     | 2     |
| Chelsea             | 67,511     | 2     |
| Panathinaikósz      | 65,467     | 2     |

| Csapat              | Együttható | Kalap |
| ------------------- | ---------- | ----- |
| PSV Eindhoven       | 65,247     | 3     |
| Bayer Leverkusen    | 62,331     | 3     |
| Celtic              | 60,600     | 3     |
| Sparta Praha        | 54,914     | 3     |
| AS Monaco           | 51,947     | 3     |
| Anderlecht          | 49,528     | 3     |
| Ajax                | 48,247     | 3     |
| Paris Saint-Germain | 45,947     | 3     |
| Rosenborg           | 42,226     | 4     |
| Dinamo Kijiv        | 41,300     | 4     |
| Olimbiakósz         | 40,467     | 4     |
| Werder Bremen       | 37,331     | 4     |
| Sahtar Doneck       | 17,300     | 4     |
| Fenerbahçe SK       | 16,656     | 4     |
| Makkabi Tel-Aviv    | 14,012     | 4     |
| CSZKA Moszkva       | 8,572      | 4     |

## Csoportok

### Sorrend meghatározása
Ha két vagy több csapat a csoportmérkőzések után azonos pontszámmal állt, az alábbiak alapján kellett meghatározni a sorrendet:
1. az azonosan álló csapatok mérkőzésein szerzett több pont
2. az azonosan álló csapatok mérkőzésein elért jobb gólkülönbség
3. az azonosan álló csapatok mérkőzésein idegenben szerzett több gól
4. az összes mérkőzésen elért jobb gólkülönbség
5. az összes mérkőzésen szerzett több gól
6. az azonosan álló csapatok és nemzeti szövetségük jobb UEFA-együtthatója az előző öt évben

Az időpontok közép-európai idő/közép-európai nyári idő szerint értendők.

### A csoport
| Hely. | Csapat              | M | Gy | D | V | G+ | G– | Gk | P  | Továbbjutás                                |  | MON | LIV | OLY | DEP |
| ----- | ------------------- | - | -- | - | - | -- | -- | -- | -- | ------------------------------------------ |  | --- | --- | --- | --- |
| 1.    | AS Monaco           | 6 | 4  | 0 | 2 | 10 | 4  | +6 | 12 | Továbbjutott az egyenes kieséses szakaszba |  | —   | 1–0 | 2–1 | 2–0 |
| 2.    | Liverpool FC        | 6 | 3  | 1 | 2 | 6  | 3  | +3 | 10 | Továbbjutott az egyenes kieséses szakaszba |  | 2–0 | —   | 3–1 | 0–0 |
| 3.    | Olimbiakósz         | 6 | 3  | 1 | 2 | 5  | 5  | 0  | 10 | Átkerült az UEFA-kupába                    |  | 1–0 | 1–0 | —   | 1–0 |
| 4.    | Deportivo La Coruña | 6 | 0  | 2 | 4 | 0  | 9  | −9 | 2  |                                            |  | 0–5 | 0–1 | 0–0 | —   |

| 2004. szeptember 15. 20:45 |

| Liverpool FC        | 2–0               | AS Monaco |
| ------------------- | ----------------- | --------- |
| Cissé 22' Baroš 84' | (1–0) Jegyzőkönyv |           |

| Anfield, Liverpool Nézőszám: 33 517 Játékvezető: Terje Hauge (norvég) |

| 2004. szeptember 15. 20:45 |

| Deportivo La Coruña | 0–0         | Olimbiakósz |
| ------------------- | ----------- | ----------- |
|                     | Jegyzőkönyv |             |

| Estadio Riazor, A Coruña Nézőszám: 20 000 Játékvezető: Frank De Bleeckere (belga) |

| 2004. szeptember 28. 20:45 |

| Olimbiakósz   | 1–0               | Liverpool FC |
| ------------- | ----------------- | ------------ |
| Stoltidis 17' | (1–0) Jegyzőkönyv |              |

| Karaiskakis Stadium, Athén Nézőszám: 33 000 Játékvezető: Pierluigi Collina (olasz) |

| 2004. szeptember 28. 20:45 |

| AS Monaco             | 2–0               | Deportivo La Coruña |
| --------------------- | ----------------- | ------------------- |
| Kallon 5' Saviola 10' | (2–0) Jegyzőkönyv |                     |

| Stade Louis II, Monaco Nézőszám: 13 673 Játékvezető: Stefano Farina (olasz) |

| 2004. október 19. 20:45 |

| AS Monaco                | 2–1               | Olimbiakósz |
| ------------------------ | ----------------- | ----------- |
| Saviola 3' Chevantón 10' | (2–0) Jegyzőkönyv | Okász 60'   |

| Stade Louis II, Monaco Nézőszám: 16 624 Játékvezető: Jan Wegereef (holland) |

| 2004. október 19. 20:45 |

| Liverpool FC | 0–0         | Deportivo La Coruña |
| ------------ | ----------- | ------------------- |
|              | Jegyzőkönyv |                     |

| Anfield, Liverpool Nézőszám: 40 236 Játékvezető: Anders Frisk (svéd) |

| 2004. november 3. 20:45 |

| Olimbiakósz  | 1–0               | AS Monaco |
| ------------ | ----------------- | --------- |
| Schürrer 84' | (0–0) Jegyzőkönyv |           |

| Karaiskakis Stadium, Athén Nézőszám: 33 000 Játékvezető: Markus Merk (német) |

| 2004. november 3. 20:45 |

| Deportivo La Coruña | 0–1               | Liverpool FC        |
| ------------------- | ----------------- | ------------------- |
|                     | (0–1) Jegyzőkönyv | Andrade 14' (öngól) |

| Estadio Riazor, A Coruña Nézőszám: 32 000 Játékvezető: Wolfgang Stark (német) |

| 2004. november 23. 20:45 |

| Olimbiakósz  | 1–0               | Deportivo La Coruña |
| ------------ | ----------------- | ------------------- |
| Đorđević 68' | (0–0) Jegyzőkönyv |                     |

| Karaiskakis Stadium, Athén Nézőszám: 33 000 Játékvezető: Terje Hauge (norvég) |

| 2004. november 23. 20:45 |

| AS Monaco   | 1–0               | Liverpool FC |
| ----------- | ----------------- | ------------ |
| Saviola 54' | (0–0) Jegyzőkönyv |              |

| Stade Louis II, Monaco Nézőszám: 15 000 Játékvezető: Claus Bo Larsen (dán) |

| 2004. december 8. 20:45 |

| Liverpool FC                               | 3–1               | Olimbiakósz |
| ------------------------------------------ | ----------------- | ----------- |
| Sinama Pongolle 47' Mellor 81' Gerrard 86' | (0–1) Jegyzőkönyv | Rivaldo 26' |

| Anfield, Liverpool Nézőszám: 42 045 Játékvezető: Manuel Mejuto González (spanyol) |

| 2004. december 8. 20:45 |

| Deportivo La Coruña | 0–5               | AS Monaco                                                   |
| ------------------- | ----------------- | ----------------------------------------------------------- |
|                     | (0–3) Jegyzőkönyv | Chevantón 22' Givet 37' Saviola 39' Maicon 55' Adebayor 76' |

| Estadio Riazor, A Coruña Nézőszám: 16 000 Játékvezető: Yuri Baskakov (orosz) |

### B csoport
| Hely. | Csapat           | M | Gy | D | V | G+ | G– | Gk  | P  | Továbbjutás                                |  | LEV | RMA | DKV | ROM |
| ----- | ---------------- | - | -- | - | - | -- | -- | --- | -- | ------------------------------------------ |  | --- | --- | --- | --- |
| 1.    | Bayer Leverkusen | 6 | 3  | 2 | 1 | 13 | 7  | +6  | 11 | Továbbjutott az egyenes kieséses szakaszba |  | —   | 3–0 | 3–0 | 3–1 |
| 2.    | Real Madrid      | 6 | 3  | 2 | 1 | 11 | 8  | +3  | 11 | Továbbjutott az egyenes kieséses szakaszba |  | 1–1 | —   | 1–0 | 4–2 |
| 3.    | Dinamo Kijiv     | 6 | 3  | 1 | 2 | 11 | 8  | +3  | 10 | Átkerült az UEFA-kupába                    |  | 4–2 | 2–2 | —   | 2–0 |
| 4.    | AS Roma          | 6 | 0  | 1 | 5 | 4  | 16 | −12 | 1  |                                            |  | 1–1 | 0–3 | 0–3 | —   |

| 2004. szeptember 15. 20:45 |

| AS Roma | 0–3 megállapított | Dinamo Kijiv  |
| ------- | ----------------- | ------------- |
|         | Jegyzőkönyv       | Gavrančić 29' |

| Olimpiai Stadion, Róma Játékvezető: Anders Frisk (svéd) |

'A mérkőzés 1–0-s Dinamo Kijiv vezetésnél a félidőben félbeszakadt, mert Anders Frisk játékvezetőt a nézőtérről megdobták egy tárggyal. Az UEFA a mérkőzést 3–0-val a Dinamo Kijiv javára írta, az AS Roma a következő két európai kupamérkőzését zárt kapuk mögött játszotta.
| 2004. szeptember 15. 20:45 |

| Bayer Leverkusen                      | 3–0               | Real Madrid |
| ------------------------------------- | ----------------- | ----------- |
| Krzynówek 40' França 50' Berbatov 55' | (1–0) Jegyzőkönyv |             |

| BayArena, Leverkusen Játékvezető: Graham Poll (angol) |

| 2004. szeptember 28. 20:45 |

| Real Madrid                                                  | 4–2               | AS Roma                 |
| ------------------------------------------------------------ | ----------------- | ----------------------- |
| Raúl 39' 72' Figo 53' (11-esből) Roberto Carlos da Silva 79' | (1–2) Jegyzőkönyv | De Rossi 3' Cassano 21' |

| Santiago Bernabéu Stadium, Madrid Nézőszám: 60 000 Játékvezető: Valentin Ivanov (orosz) |

| 2004. szeptember 28. 20:45 |

| Dinamo Kijiv                  | 4–2               | Bayer Leverkusen        |
| ----------------------------- | ----------------- | ----------------------- |
| Rincón 30' 69' Cernat 74' 90' | (1–0) Jegyzőkönyv | Voronin 58' Nowotny 69' |

| Lobanovsky Dynamo Stadium, Kijev Játékvezető: Kim Milton Nielsen (dán) |

| 2004. október 19. 20:45 |

| Real Madrid | 1–0               | Dinamo Kijiv |
| ----------- | ----------------- | ------------ |
| Owen 35'    | (1–0) Jegyzőkönyv |              |

| Santiago Bernabéu Stadium, Madrid Nézőszám: 45 000 Játékvezető: Gilles Veissière (francia) |

| 2004. október 19. 20:45 |

| Bayer Leverkusen                          | 3–1               | AS Roma              |
| ----------------------------------------- | ----------------- | -------------------- |
| Roque Júnior 48' Krzynówek 59' França 90' | (0–1) Jegyzőkönyv | Berbatov 26' (öngól) |

| BayArena, Leverkusen Nézőszám: 22 500 Játékvezető: Eric Poulat (francia) |

| 2004. november 3. 20:45 |

| Dinamo Kijiv                | 2–2               | Real Madrid                  |
| --------------------------- | ----------------- | ---------------------------- |
| Yussuf 13' Verpakovskis 23' | (2–2) Jegyzőkönyv | Raúl 38' Figo 44' (11-esből) |

| Lobanovsky Dynamo Stadium, Kijev Nézőszám: 78 000 Játékvezető: Kyros Vassaras (görög) |

| 2004. november 3. 20:45 |

| AS Roma        | 1–1               | Bayer Leverkusen |
| -------------- | ----------------- | ---------------- |
| Montella 90+3' | (0–0) Jegyzőkönyv | Berbatov 82'     |

| Olimpiai Stadion, Róma Nézőszám: zárt kapuk Játékvezető: Lucílio Batista (portugál) |

| 2004. november 23. 20:45 |

| Real Madrid | 1–1               | Bayer Leverkusen |
| ----------- | ----------------- | ---------------- |
| Raúl 70'    | (0–1) Jegyzőkönyv | Berbatov 36'     |

| Santiago Bernabéu Stadium, Madrid Nézőszám: 65 000 Játékvezető: Alain Hamer (luxemburgi) |

| 2004. november 23. 20:45 |

| Dinamo Kijiv                     | 2–0               | AS Roma |
| -------------------------------- | ----------------- | ------- |
| Dellas 73' (öngól) Shatskhik 82' | (0–0) Jegyzőkönyv |         |

| Lobanovsky Dynamo Stadium, Kijev Nézőszám: 40 000 Játékvezető: Mike Riley (angol) |

| 2004. december 8. 20:45 |

| Bayer Leverkusen               | 3–0               | Dinamo Kijiv |
| ------------------------------ | ----------------- | ------------ |
| Juan 51' Voronin 77' Babić 86' | (0–0) Jegyzőkönyv |              |

| BayArena, Leverkusen Nézőszám: 22 500 Játékvezető: Pierluigi Collina (olasz) |

| 2004. december 8. 20:45 |

| AS Roma | 0–3               | Real Madrid                        |
| ------- | ----------------- | ---------------------------------- |
|         | (0–1) Jegyzőkönyv | Ronaldo 9' Figo 60' (11-esből) 82' |

| Olimpiai Stadion, Róma Nézőszám: zárt kapuk Játékvezető: René Temmink (holland) |

### C csoport
| Hely. | Csapat           | M | Gy | D | V | G+ | G– | Gk | P  | Továbbjutás                                |  | JUV | BAY | AJX | MTA |
| ----- | ---------------- | - | -- | - | - | -- | -- | -- | -- | ------------------------------------------ |  | --- | --- | --- | --- |
| 1.    | Juventus         | 6 | 5  | 1 | 0 | 6  | 1  | +5 | 16 | Továbbjutott az egyenes kieséses szakaszba |  | —   | 1–0 | 1–0 | 1–0 |
| 2.    | Bayern München   | 6 | 3  | 1 | 2 | 12 | 5  | +7 | 10 | Továbbjutott az egyenes kieséses szakaszba |  | 0–1 | —   | 4–0 | 5–1 |
| 3.    | Ajax             | 6 | 1  | 1 | 4 | 6  | 10 | −4 | 4  | Átkerült az UEFA-kupába                    |  | 0–1 | 2–2 | —   | 3–0 |
| 4.    | Makkabi Tel-Aviv | 6 | 1  | 1 | 4 | 4  | 12 | −8 | 4  |                                            |  | 1–1 | 0–1 | 2–1 | —   |

| 2004. szeptember 15. 20:45 |

| Makkabi Tel-Aviv | 0–1               | Bayern München        |
| ---------------- | ----------------- | --------------------- |
|                  | (0–0) Jegyzőkönyv | Makaay 64' (11-esből) |

| Ramat Gan Stadion, Ramat Gan Nézőszám: 25 000 Játékvezető: Steve Bennett (angol) |

| 2004. szeptember 15. 20:45 |

| Ajax | 0–1               | Juventus   |
| ---- | ----------------- | ---------- |
|      | (0–1) Jegyzőkönyv | Nedvěd 42' |

| Amsterdam Arena, Amszterdam Játékvezető: Urs Meier (svájci) |

| 2004. szeptember 28. 20:45 |

| Bayern München                               | 4–0               | Ajax |
| -------------------------------------------- | ----------------- | ---- |
| Makaay 28' 44' 51' (11-esből) Zé Roberto 55' | (2–0) Jegyzőkönyv |      |

| Olympiastadion, München Nézőszám: 50 000 Játékvezető: Alain Sars (francia) |

| 2004. szeptember 28. 20:45 |

| Juventus       | 1–0               | Makkabi Tel-Aviv |
| -------------- | ----------------- | ---------------- |
| Camoranesi 37' | (1–0) Jegyzőkönyv |                  |

| Stadio delle Alpi, Torino Nézőszám: 6494 Játékvezető: Alain Hamer (luxemburgi) |

| 2004. október 19. 20:45 |

| Juventus   | 1–0               | Bayern München |
| ---------- | ----------------- | -------------- |
| Nedvěd 75' | (0–0) Jegyzőkönyv |                |

| Stadio delle Alpi, Torino Nézőszám: 18 089 Játékvezető: Manuel Mejuto González (spanyol) |

| 2004. október 19. 20:45 |

| Ajax                                   | 3–0               | Makkabi Tel-Aviv |
| -------------------------------------- | ----------------- | ---------------- |
| Sonck 4' De Jong 21' Van der Vaart 33' | (3–0) Jegyzőkönyv |                  |

| Amsterdam Arena, Amszterdam Nézőszám: 49 500 Játékvezető: Eduardo Iturralde González (spanyol) |

| 2004. november 3. 20:45 |

| Makkabi Tel-Aviv | 2–1               | Ajax          |
| ---------------- | ----------------- | ------------- |
| Dego 49' 57'     | (0–0) Jegyzőkönyv | De Ridder 88' |

| Ramat Gan Stadion, Ramat Gan Nézőszám: 18 054 Játékvezető: Vladimir Hrinak (szlovák) |

| 2004. november 3. 20:45 |

| Bayern München | 0–1               | Juventus      |
| -------------- | ----------------- | ------------- |
|                | (0–0) Jegyzőkönyv | Del Piero 90' |

| Olympiastadion, München Nézőszám: 59 000 Játékvezető: Graham Poll (angol) |

| 2004. november 23. 20:45 |

| Bayern München                                         | 5–1               | Makkabi Tel-Aviv    |
| ------------------------------------------------------ | ----------------- | ------------------- |
| Pizarro 12' Salihamidžić 37' Frings 44' Makaay 71' 80' | (3–0) Jegyzőkönyv | Dego 56' (11-esből) |

| Olympiastadion, München Nézőszám: 45 000 Játékvezető: Luis Medina Cantalejo (spanyol) |

| 2004. november 23. 20:45 |

| Juventus     | 1–0               | Ajax |
| ------------ | ----------------- | ---- |
| Zalayeta 15' | (1–0) Jegyzőkönyv |      |

| Stadio delle Alpi, Torino Nézőszám: 6875 Játékvezető: Konrad Plautz (osztrák) |

| 2004. december 8. 20:45 |

| Makkabi Tel-Aviv    | 1–1               | Juventus      |
| ------------------- | ----------------- | ------------- |
| Dego 29' (11-esből) | (1–0) Jegyzőkönyv | Del Piero 71' |

| Ramat Gan Stadion, Ramat Gan Nézőszám: 18 500 Játékvezető: Alain Sars (francia) |

| 2004. december 8. 20:45 |

| Ajax                  | 2–2               | Bayern München        |
| --------------------- | ----------------- | --------------------- |
| Galásek 38' Mitea 64' | (1–1) Jegyzőkönyv | Makaay 9' Ballack 78' |

| Amsterdam Arena, Amszterdam Nézőszám: 51 000 Játékvezető: Lucílio Batista (portugál) |

### D csoport
| Hely. | Csapat             | M | Gy | D | V | G+ | G– | Gk  | P  | Továbbjutás                                |  | LYO | MUN | FEN | SPP |
| ----- | ------------------ | - | -- | - | - | -- | -- | --- | -- | ------------------------------------------ |  | --- | --- | --- | --- |
| 1.    | Olympique Lyonnais | 6 | 4  | 1 | 1 | 17 | 8  | +9  | 13 | Továbbjutott az egyenes kieséses szakaszba |  | —   | 2–2 | 4–2 | 5–0 |
| 2.    | Manchester United  | 6 | 3  | 2 | 1 | 14 | 9  | +5  | 11 | Továbbjutott az egyenes kieséses szakaszba |  | 2–1 | —   | 6–2 | 4–1 |
| 3.    | Fenerbahçe SK      | 6 | 3  | 0 | 3 | 10 | 13 | −3  | 9  | Átkerült az UEFA-kupába                    |  | 1–3 | 3–0 | —   | 1–0 |
| 4.    | Sparta Praha       | 6 | 0  | 1 | 5 | 2  | 13 | −11 | 1  |                                            |  | 1–2 | 0–0 | 0–1 | —   |

| 2004. szeptember 15. 20:45 |

| Fenerbahçe SK     | 1–0               | Sparta Praha |
| ----------------- | ----------------- | ------------ |
| Van Hooijdonk 16' | (1–0) Jegyzőkönyv |              |

| Şükrü Saracoğlu Stadion, Isztambul Játékvezető: Lucílio Batista (portugál) |

| 2004. szeptember 15. 20:45 |

| Olympique Lyonnais | 2–2               | Manchester United      |
| ------------------ | ----------------- | ---------------------- |
| Cris 35' Frau 45'  | (2–0) Jegyzőkönyv | Van Nistelrooy 56' 61' |

| Stade de Gerland, Lyon Nézőszám: 40 000 Játékvezető: Wolfgang Stark (német) |

| 2004. szeptember 28. 20:45 |

| Manchester United                                          | 6–2               | Fenerbahçe SK        |
| ---------------------------------------------------------- | ----------------- | -------------------- |
| Giggs 7' Rooney 17' 28' 54' Van Nistelrooy 78' Bellion 81' | (3–0) Jegyzőkönyv | Nobre 46' Tuncay 59' |

| Old Trafford, Manchester Nézőszám: 67 128 Játékvezető: Frank De Bleeckere (belga) |

| 2004. szeptember 28. 20:45 |

| Sparta Praha | 1–2               | Olympique Lyonnais     |
| ------------ | ----------------- | ---------------------- |
| Jun 7'       | (1–1) Jegyzőkönyv | Essien 25' Wiltord 58' |

| Letná Stadium, Prága Nézőszám: 12 050 Játékvezető: Arturo Daudén Ibáñez (spanyol) |

| 2004. október 19. 20:45 |

| Sparta Praha | 0–0         | Manchester United |
| ------------ | ----------- | ----------------- |
|              | Jegyzőkönyv |                   |

| Letná Stadium, Prága Játékvezető: Massimo De Santis (olasz) |

| 2004. október 19. 20:45 |

| Fenerbahçe SK | 1–3               | Olympique Lyonnais            |
| ------------- | ----------------- | ----------------------------- |
| Nobre 68'     | (0–0) Jegyzőkönyv | Juninho 55' Cris 66' Frau 87' |

| Şükrü Saracoğlu Stadion, Isztambul Nézőszám: 49 000 Játékvezető: Yuri Baskakov (orosz) |

| 2004. november 3. 20:45 |

| Manchester United                           | 4–1               | Sparta Praha |
| ------------------------------------------- | ----------------- | ------------ |
| Van Nistelrooy 14' 25' (11-esből) 60' 90+1' | (2–0) Jegyzőkönyv | Zelenka 53'  |

| Old Trafford, Manchester Nézőszám: 66 706 Játékvezető: Alain Hamer (luxemburgi) |

| 2004. november 3. 20:45 |

| Olympique Lyonnais                        | 4–2               | Fenerbahçe SK         |
| ----------------------------------------- | ----------------- | --------------------- |
| Essien 22' Malouda 53' Nilmar 90+4' 90+6' | (1–1) Jegyzőkönyv | Selçuk 14' Tuncay 73' |

| Stade de Gerland, Lyon Nézőszám: 36 000 Játékvezető: Stefano Farina (olasz) |

| 2004. november 23. 20:45 |

| Sparta Praha | 0–1               | Fenerbahçe SK     |
| ------------ | ----------------- | ----------------- |
|              | (0–1) Jegyzőkönyv | Kováč 20' (öngól) |

| Letná Stadium, Prága Nézőszám: 11 507 Játékvezető: Wolfgang Stark (német) |

| 2004. november 23. 20:45 |

| Manchester United              | 2–1               | Olympique Lyonnais |
| ------------------------------ | ----------------- | ------------------ |
| Neville 19' Van Nistelrooy 53' | (1–1) Jegyzőkönyv | Diarra 40'         |

| Old Trafford, Manchester Nézőszám: 66 398 Játékvezető: Kim Milton Nielsen (dán) |

| 2004. december 8. 20:45 |

| Fenerbahçe SK        | 3–0               | Manchester United |
| -------------------- | ----------------- | ----------------- |
| Tuncay 47' 62' 90+1' | (0–0) Jegyzőkönyv |                   |

| Şükrü Saracoğlu Stadion, Isztambul Nézőszám: 35 000 Játékvezető: Arturo Daudén Ibáñez (spanyol) |

| 2004. december 8. 20:45 |

| Olympique Lyonnais                                     | 5–0               | Sparta Praha |
| ------------------------------------------------------ | ----------------- | ------------ |
| Essien 7' Nilmar 19' 51' Idangar 83' Bergougnoux 90+1' | (2–0) Jegyzőkönyv |              |

| Stade de Gerland, Lyon Nézőszám: 38 571 Játékvezető: Konrad Plautz (osztrák) |

### E csoport
| Hely. | Csapat         | M | Gy | D | V | G+ | G– | Gk | P  | Továbbjutás                                |  | ARS | PSV | PAN | ROS |
| ----- | -------------- | - | -- | - | - | -- | -- | -- | -- | ------------------------------------------ |  | --- | --- | --- | --- |
| 1.    | Arsenal        | 6 | 2  | 4 | 0 | 11 | 6  | +5 | 10 | Továbbjutott az egyenes kieséses szakaszba |  | —   | 1–0 | 1–1 | 5–1 |
| 2.    | PSV Eindhoven  | 6 | 3  | 1 | 2 | 6  | 7  | −1 | 10 | Továbbjutott az egyenes kieséses szakaszba |  | 1–1 | —   | 1–0 | 1–0 |
| 3.    | Panathinaikósz | 6 | 2  | 3 | 1 | 11 | 8  | +3 | 9  | Átkerült az UEFA-kupába                    |  | 2–2 | 4–1 | —   | 2–1 |
| 4.    | Rosenborg      | 6 | 0  | 2 | 4 | 6  | 13 | −7 | 2  |                                            |  | 1–1 | 1–2 | 2–2 | —   |

| 2004. szeptember 14. 20:45 |

| Panathinaikósz   | 2–1               | Rosenborg   |
| ---------------- | ----------------- | ----------- |
| González 43' 79' | (1–0) Jegyzőkönyv | Johnsen 90' |

| Apostolos Nikolaidis Stadium, Athén Nézőszám: 13 204 Játékvezető: Paul Allaerts (belga) |

| 2004. szeptember 14. 20:45 |

| Arsenal          | 1–0               | PSV Eindhoven |
| ---------------- | ----------------- | ------------- |
| Alex 41' (öngól) | (1–0) Jegyzőkönyv |               |

| Highbury, London Nézőszám: 34 068 Játékvezető: Domenico Messina (olasz) |

| 2004. szeptember 29. 20:45 |

| PSV Eindhoven              | 1–0               | Panathinaikósz |
| -------------------------- | ----------------- | -------------- |
| Vennegoor of Hesselink 80' | (0–0) Jegyzőkönyv |                |

| Philips Stadion, Eindhoven Nézőszám: 26 500 Játékvezető: Konrad Plautz (osztrák) |

| 2004. szeptember 29. 20:45 |

| Rosenborg  | 1–1               | Arsenal      |
| ---------- | ----------------- | ------------ |
| Strand 52' | (0–1) Jegyzőkönyv | Ljungberg 6' |

| Lerkendal Stadion, Trondheim Nézőszám: 21 100 Játékvezető: Florian Meyer (német) |

| 2004. október 20. 20:45 |

| Rosenborg    | 1–2               | PSV Eindhoven          |
| ------------ | ----------------- | ---------------------- |
| Storflor 42' | (1–1) Jegyzőkönyv | Farfán 26' De Jong 86' |

| Lerkendal Stadion, Trondheim Nézőszám: 20 950 Játékvezető: Alain Sars (belga) |

| 2004. október 20. 20:45 |

| Panathinaikósz             | 2–2               | Arsenal                 |
| -------------------------- | ----------------- | ----------------------- |
| González 65' Olisadebe 82' | (0–1) Jegyzőkönyv | Ljungberg 18' Henry 74' |

| Apostolos Nikolaidis Stadium, Athén Nézőszám: 12 346 Játékvezető: Valentin Ivanov (orosz) |

| 2004. november 2. 20:45 |

| Arsenal              | 1–1               | Panathinaikósz    |
| -------------------- | ----------------- | ----------------- |
| Henry 16' (11-esből) | (1–0) Jegyzőkönyv | Cygan 75' (öngól) |

| Highbury, London Nézőszám: 35 137 Játékvezető: Luis Medina Cantalejo (spanyol) |

| 2004. november 2. 20:45 |

| PSV Eindhoven | 1–0               | Rosenborg |
| ------------- | ----------------- | --------- |
| Beasley 10'   | (1–0) Jegyzőkönyv |           |

| Philips Stadion, Eindhoven Nézőszám: 26 250 Játékvezető: Arturo Daudén Ibáñez (spanyol) |

| 2004. november 24. 20:45 |

| Rosenborg       | 2–2               | Panathinaikósz              |
| --------------- | ----------------- | --------------------------- |
| Helstad 68' 76' | (0–1) Jegyzőkönyv | Konstantinou 16' Skácel 71' |

| Lerkendal Stadion, Trondheim Nézőszám: 18 000 Játékvezető: Massimo de Santis (olasz) |

| 2004. november 24. 20:45 |

| PSV Eindhoven | 1–1               | Arsenal   |
| ------------- | ----------------- | --------- |
| Ooijer 8'     | (1–1) Jegyzőkönyv | Henry 31' |

| Philips Stadion, Eindhoven Játékvezető: Herbert Fandel (német) |

| 2004. december 7. 20:45 |

| Panathinaikósz                                           | 4–1               | PSV Eindhoven |
| -------------------------------------------------------- | ----------------- | ------------- |
| Papadopoulos 30' Münch 45' (11-esből) 57' Sânmărtean 81' | (2–1) Jegyzőkönyv | Beasley 37'   |

| Apostolos Nikolaidis Stadium, Athén Nézőszám: 10 196 Játékvezető: Peter Fröjdfeldt (svéd) |

| 2004. december 7. 20:45 |

| Arsenal                                                             | 5–1               | Rosenborg  |
| ------------------------------------------------------------------- | ----------------- | ---------- |
| Reyes 3' Henry 24' Fàbregas 29' Pirès 41' (11-esből) Van Persie 84' | (4–1) Jegyzőkönyv | Hoftun 38' |

| Highbury, London Nézőszám: 35 421 Játékvezető: Stefano Farina (olasz) |

### F csoport
| Hely. | Csapat        | M | Gy | D | V | G+ | G– | Gk | P  | Továbbjutás                                |  | MIL | BAR | SHK | CEL |
| ----- | ------------- | - | -- | - | - | -- | -- | -- | -- | ------------------------------------------ |  | --- | --- | --- | --- |
| 1.    | AC Milan      | 6 | 4  | 1 | 1 | 10 | 3  | +7 | 13 | Továbbjutott az egyenes kieséses szakaszba |  | —   | 1–0 | 4–0 | 3–1 |
| 2.    | FC Barcelona  | 6 | 3  | 1 | 2 | 9  | 6  | +3 | 10 | Továbbjutott az egyenes kieséses szakaszba |  | 2–1 | —   | 3–0 | 1–1 |
| 3.    | Sahtar Doneck | 6 | 2  | 0 | 4 | 5  | 9  | −4 | 6  | Átkerült az UEFA-kupába                    |  | 0–1 | 2–0 | —   | 3–0 |
| 4.    | Celtic        | 6 | 1  | 2 | 3 | 4  | 10 | −6 | 5  |                                            |  | 0–0 | 1–3 | 1–0 | —   |

| 2004. szeptember 14. 20:45 |

| Sahtar Doneck | 0–1               | AC Milan    |
| ------------- | ----------------- | ----------- |
|               | (0–0) Jegyzőkönyv | Seedorf 84' |

| RSC Olimpiyskiy, Doneck Játékvezető: Herbert Fandel (német) |

| 2004. szeptember 14. 20:45 |

| Celtic     | 1–3               | FC Barcelona                   |
| ---------- | ----------------- | ------------------------------ |
| Sutton 59' | (0–1) Jegyzőkönyv | Deco 20' Giuly 78' Larsson 82' |

| Celtic Park, Glasgow Nézőszám: 58 589 Játékvezető: Markus Merk (német) |

| 2004. szeptember 29. 20:45 |

| FC Barcelona                                 | 3–0               | Sahtar Doneck |
| -------------------------------------------- | ----------------- | ------------- |
| Deco 15' Ronaldinho 64' (11-esből) Eto'o 89' | (1–0) Jegyzőkönyv |               |

| Camp Nou, Barcelona Nézőszám: 64 148 Játékvezető: Terje Hauge (norvég) |

| 2004. szeptember 29. 20:45 |

| AC Milan                              | 3–1               | Celtic    |
| ------------------------------------- | ----------------- | --------- |
| Shevchenko 8' Inzaghi 89' Pirlo 90+1' | (1–0) Jegyzőkönyv | Varga 74' |

| San Siro, Milánó Nézőszám: 50 000 Játékvezető: Gilles Veissière (francia) |

| 2004. október 20. 20:45 |

| AC Milan       | 1–0               | FC Barcelona |
| -------------- | ----------------- | ------------ |
| Shevchenko 31' | (1–0) Jegyzőkönyv |              |

| San Siro, Milánó Nézőszám: 76 502 Játékvezető: Graham Poll (angol) |

| 2004. október 20. 20:45 |

| Sahtar Doneck                 | 3–0               | Celtic |
| ----------------------------- | ----------------- | ------ |
| Matuzalém 57' 62' Brandão 78' | (0–0) Jegyzőkönyv |        |

| RSC Olimpiyskiy, Doneck Játékvezető: René Temmink (holland) |

| 2004. november 2. 20:45 |

| FC Barcelona             | 2–1               | AC Milan       |
| ------------------------ | ----------------- | -------------- |
| Eto'o 37' Ronaldinho 89' | (1–1) Jegyzőkönyv | Shevchenko 17' |

| Camp Nou, Barcelona Nézőszám: 94 682 Játékvezető: Urs Meier (svájci) |

| 2004. november 2. 20:45 |

| Celtic       | 1–0               | Sahtar Doneck |
| ------------ | ----------------- | ------------- |
| Thompson 25' | (1–0) Jegyzőkönyv |               |

| Celtic Park, Glasgow Nézőszám: 58 347 Játékvezető: Éric Poulat (francia) |

| 2004. november 24. 20:45 |

| AC Milan                      | 4–0               | Sahtar Doneck |
| ----------------------------- | ----------------- | ------------- |
| Kaká 52' 90+2' Crespo 53' 85' | (0–0) Jegyzőkönyv |               |

| San Siro, Milánó Nézőszám: 38 841 Játékvezető: Frank De Bleeckere (belga) |

| 2004. november 24. 20:45 |

| FC Barcelona | 1–1               | Celtic      |
| ------------ | ----------------- | ----------- |
| Eto'o 24'    | (1–1) Jegyzőkönyv | Hartson 45' |

| Camp Nou, Barcelona Nézőszám: 74 119 Játékvezető: Ľuboš Micheľ (szlovák) |

| 2004. december 7. 20:45 |

| Sahtar Doneck    | 2–0               | FC Barcelona |
| ---------------- | ----------------- | ------------ |
| Aghahowa 14' 22' | (2–0) Jegyzőkönyv |              |

| RSC Olimpiyskiy, Doneck Nézőszám: 25 000 Játékvezető: Claus Bo Larsen (dán) |

| 2004. december 7. 20:45 |

| Celtic | 0–0         | AC Milan |
| ------ | ----------- | -------- |
|        | Jegyzőkönyv |          |

| Celtic Park, Glasgow Nézőszám: 59 228 Játékvezető: Kyros Vassaras (görög) |

### G csoport
| Hely. | Csapat         | M | Gy | D | V | G+ | G– | Gk  | P  | Továbbjutás                                |  | INT | BRM | VAL | AND |
| ----- | -------------- | - | -- | - | - | -- | -- | --- | -- | ------------------------------------------ |  | --- | --- | --- | --- |
| 1.    | Internazionale | 6 | 4  | 2 | 0 | 14 | 3  | +11 | 14 | Továbbjutott az egyenes kieséses szakaszba |  | —   | 2–0 | 0–0 | 3–0 |
| 2.    | Werder Bremen  | 6 | 4  | 1 | 1 | 12 | 6  | +6  | 13 | Továbbjutott az egyenes kieséses szakaszba |  | 1–1 | —   | 2–1 | 5–1 |
| 3.    | Valencia CF    | 6 | 2  | 1 | 3 | 6  | 10 | −4  | 7  | Átkerült az UEFA-kupába                    |  | 1–5 | 0–2 | —   | 2–0 |
| 4.    | Anderlecht     | 6 | 0  | 0 | 6 | 4  | 17 | −13 | 0  |                                            |  | 1–3 | 1–2 | 1–2 | —   |

| 2004. szeptember 14. 20:45 |

| Internazionale             | 2–0               | Werder Bremen |
| -------------------------- | ----------------- | ------------- |
| Adriano 34' (11-esből) 89' | (1–0) Jegyzőkönyv |               |

| San Siro, Milánó Nézőszám: 45 000 Játékvezető: Ľuboš Micheľ (szlovák) |

| 2004. szeptember 14. 20:45 |

| Valencia CF            | 2–0               | Anderlecht |
| ---------------------- | ----------------- | ---------- |
| Vicente 16' Baraja 45' | (2–0) Jegyzőkönyv |            |

| Estadio Mestalla, Valencia Nézőszám: 39 000 Játékvezető: Bertrand Layec (francia) |

| 2004. szeptember 29. 20:45 |

| Werder Bremen            | 2–1               | Valencia CF |
| ------------------------ | ----------------- | ----------- |
| Klose 60' Charisteas 84' | (0–1) Jegyzőkönyv | Vicente 2'  |

| Weserstadion, Bremen Játékvezető: Mike Riley (angol) |

| 2004. szeptember 29. 20:45 |

| Anderlecht     | 1–3               | Internazionale                       |
| -------------- | ----------------- | ------------------------------------ |
| Baseggio 90+4' | (0–1) Jegyzőkönyv | Martins 9' Adriano 51' Stanković 55' |

| Constant Vanden Stock Stadium, Brüsszel Játékvezető: Kyros Vassaras (görög) |

| 2004. október 20. 20:45 |

| Anderlecht      | 1–2               | Werder Bremen   |
| --------------- | ----------------- | --------------- |
| Wilhelmsson 26' | (1–1) Jegyzőkönyv | Klasnić 36' 59' |

| Constant Vanden Stock Stadium, Brüsszel Játékvezető: Claus Bo Larsen (dán) |

| 2004. október 20. 20:45 |

| Valencia CF | 1–5               | Internazionale                                                   |
| ----------- | ----------------- | ---------------------------------------------------------------- |
| Aimar 73'   | (0–0) Jegyzőkönyv | Stanković 47' Vieri 49' Van der Meyde 76' Adriano 81' Cruz 90+1' |

| Estadio Mestalla, Valencia Nézőszám: 40 000 Játékvezető: Urs Meier (svájci) |

| 2004. november 2. 20:45 |

| Werder Bremen                           | 5–1               | Anderlecht     |
| --------------------------------------- | ----------------- | -------------- |
| Klasnić 2' 16' 79' Klose 33' Jensen 90' | (3–1) Jegyzőkönyv | Iachtchouk 30' |

| Weserstadion, Bremen Nézőszám: 37 579 Játékvezető: Massimo Busacca (svájci) |

| 2004. november 2. 20:45 |

| Internazionale | 0–0         | Valencia CF |
| -------------- | ----------- | ----------- |
|                | Jegyzőkönyv |             |

| San Siro, Milánó Nézőszám: 40 000 Játékvezető: Valentin Ivanov (orosz) |

| 2004. november 24. 20:45 |

| Anderlecht      | 1–2               | Valencia CF             |
| --------------- | ----------------- | ----------------------- |
| Wilhelmsson 24' | (1–1) Jegyzőkönyv | Corradi 19' Di Vaio 48' |

| Constant Vanden Stock Stadium, Brüsszel Nézőszám: 25 866 Játékvezető: Tom Henning Øvrebø (norvég) |

| 2004. november 24. 20:45 |

| Werder Bremen         | 1–1               | Internazionale |
| --------------------- | ----------------- | -------------- |
| Ismaël 49' (11-esből) | (0–0) Jegyzőkönyv | Martins 55'    |

| Weserstadion, Bremen Nézőszám: 37 000 Játékvezető: Gilles Veissière (francia) |

| 2004. december 7. 20:45 |

| Valencia CF | 0–2               | Werder Bremen    |
| ----------- | ----------------- | ---------------- |
|             | (0–0) Jegyzőkönyv | Valdez 83' 90+2' |

| Estadio Mestalla, Valencia Nézőszám: 40 000 Játékvezető: Anders Frisk (svéd) |

| 2004. december 7. 20:45 |

| Internazionale           | 3–0               | Anderlecht |
| ------------------------ | ----------------- | ---------- |
| Cruz 33' Martins 60' 63' | (1–0) Jegyzőkönyv |            |

| San Siro, Milánó Nézőszám: 30 000 Játékvezető: Mike Riley (angol) |

### H csoport
| Hely. | Csapat              | M | Gy | D | V | G+ | G– | Gk | P  | Továbbjutás                                |  | CHE | POR | CSKA | PAR |
| ----- | ------------------- | - | -- | - | - | -- | -- | -- | -- | ------------------------------------------ |  | --- | --- | ---- | --- |
| 1.    | Chelsea             | 6 | 4  | 1 | 1 | 10 | 3  | +7 | 13 | Továbbjutott az egyenes kieséses szakaszba |  | —   | 3–1 | 2–0  | 0–0 |
| 2.    | FC Porto            | 6 | 2  | 2 | 2 | 4  | 6  | −2 | 8  | Továbbjutott az egyenes kieséses szakaszba |  | 2–1 | —   | 0–0  | 0–0 |
| 3.    | CSZKA Moszkva       | 6 | 2  | 1 | 3 | 5  | 5  | 0  | 7  | Átkerült az UEFA-kupába                    |  | 0–1 | 0–1 | —    | 2–0 |
| 4.    | Paris Saint-Germain | 6 | 1  | 2 | 3 | 3  | 8  | −5 | 5  |                                            |  | 0–3 | 2–0 | 1–3  | —   |

| 2004. szeptember 14. 20:45 |

| Paris Saint-Germain | 0–3               | Chelsea                    |
| ------------------- | ----------------- | -------------------------- |
|                     | (0–2) Jegyzőkönyv | Terry 29' Drogba 45+1' 76' |

| Parc des Princes, Párizs Nézőszám: 40 000 Játékvezető: Manuel Mejuto González (spanyol) |

| 2004. szeptember 14. 20:45 |

| FC Porto | 0–0         | CSZKA Moszkva |
| -------- | ----------- | ------------- |
|          | Jegyzőkönyv |               |

| Estádio do Dragão, Porto Nézőszám: 39 309 Játékvezető: Kim Milton Nielsen (dán) |

| 2004. szeptember 29. 18:30 |

| CSZKA Moszkva                        | 2–0               | Paris Saint-Germain |
| ------------------------------------ | ----------------- | ------------------- |
| Semak 64' Vágner Love 77' (11-esből) | (0–0) Jegyzőkönyv |                     |

| Lokomotiv Stadion, Moszkva Nézőszám: 29 000 Játékvezető: Massimo Busacca (svájci) |

| 2004. szeptember 29. 20:45 |

| Chelsea                           | 3–1               | FC Porto     |
| --------------------------------- | ----------------- | ------------ |
| Szmertyin 7' Drogba 50' Terry 70' | (1–0) Jegyzőkönyv | McCarthy 68' |

| Stamford Bridge, London Nézőszám: 39 237 Játékvezető: Herbert Fandel (német) |

| 2004. október 20. 20:45 |

| Chelsea                   | 2–0               | CSZKA Moszkva |
| ------------------------- | ----------------- | ------------- |
| Terry 9' Guðjohnsen 45+1' | (2–0) Jegyzőkönyv |               |

| Stamford Bridge, London Nézőszám: 33 945 Játékvezető: Ľuboš Micheľ (szlovák) |

| 2004. október 20. 20:45 |

| Paris Saint-Germain     | 2–0               | FC Porto |
| ----------------------- | ----------------- | -------- |
| Coridon 30' Pauleta 31' | (2–0) Jegyzőkönyv |          |

| Parc des Princes, Párizs Nézőszám: 41 000 Játékvezető: Pierluigi Collina (olasz) |

| 2004. november 2. 18:30 |

| CSZKA Moszkva | 0–1               | Chelsea    |
| ------------- | ----------------- | ---------- |
|               | (0–1) Jegyzőkönyv | Robben 24' |

| Lokomotiv Stadion, Moszkva Nézőszám: 28 000 Játékvezető: Massimo De Santis (olasz) |

| 2004. november 2. 20:45 |

| FC Porto | 0–0         | Paris Saint-Germain |
| -------- | ----------- | ------------------- |
|          | Jegyzőkönyv |                     |

| Estádio do Dragão, Porto Nézőszám: 30 210 Játékvezető: Stuart Dougal (skót) |

| 2004. november 24. 18:30 |

| CSZKA Moszkva | 0–1               | FC Porto     |
| ------------- | ----------------- | ------------ |
|               | (0–1) Jegyzőkönyv | McCarthy 28' |

| Lokomotiv Stadion, Moszkva Nézőszám: 21 500 Játékvezető: Manuel Mejuto González (spanyol) |

| 2004. november 24. 20:45 |

| Chelsea | 0–0         | Paris Saint-Germain |
| ------- | ----------- | ------------------- |
|         | Jegyzőkönyv |                     |

| Stamford Bridge, London Nézőszám: 39 626 Játékvezető: René Temmink (holland) |

| 2004. december 7. 20:45 |

| Paris Saint-Germain | 1–3               | CSZKA Moszkva     |
| ------------------- | ----------------- | ----------------- |
| Pancrate 37'        | (1–1) Jegyzőkönyv | Semak 28' 64' 70' |

| Parc des Princes, Párizs Nézőszám: 40 000 Játékvezető: Markus Merk (német) |

| 2004. december 7. 20:45 |

| FC Porto               | 2–1               | Chelsea  |
| ---------------------- | ----------------- | -------- |
| Diego 61' McCarthy 86' | (0–1) Jegyzőkönyv | Duff 34' |

| Estádio do Dragão, Porto Nézőszám: 42 409 Játékvezető: Massimo Busacca (svájci) |